# (38444) 1999 SY9
1999 SY9 (asteroide 38444) é um asteroide da cintura principal. Possui uma excentricidade de 0.11896250 e uma inclinação de 7.97525º.
Este asteroide foi descoberto no dia 29 de setembro de 1999 por Frank B. Zoltowski em Woomera.